# Menegazzia elongata
Menegazzia elongata är en lavart som beskrevs av P. James. Menegazzia elongata ingår i släktet Menegazzia och familjen Parmeliaceae.   Inga underarter finns listade i Catalogue of Life.